# Megan Guarnier
Megan Guarnier (født 4. maj 1985) er en tidligere amerikansk cykelrytter. Hun har bl.a. vundet Ladies Tour of Norway og Strade Bianche i 2015 og Giro Rosa og Tour of California i 2016 og det amerikanske mesterskab i linjeløb i 2012, 2015 og 2016. I 2016 vandt hun UCI Women's World Tour.